# Sandro Tonali
Sandro Tonali (Lodi, 8 maggio 2000) è un calciatore italiano, centrocampista del Newcastle Utd e della nazionale italiana.

## Biografia
Nel luglio del 2025 si è sposato sul lago di Como con Giulia Pastore dopo circa sei anni di fidanzamento.

## Caratteristiche tecniche
Considerato uno dei migliori centrocampisti della sua generazione, Tonali è un abile tuttocampista, ossia centrocampista dotato di grandi doti tecniche e offensive unite a quelle difensive e fisiche, è in possesso di tecnica di prim'ordine e si distingue per visione di gioco e lancio lungo molto preciso. Inoltre possiede un grande tiro dalla distanza, anche su calcio di punizione, e doti di inserimento.
Abile nell'usare entrambi i piedi, soprattutto nel periodo di permanenza al Milan ha dimostrato grandi letture in fase difensiva e un'eccellente abilità nel recuperare i palloni. Valido fisicamente e atleticamente, nel corso della partita mantiene un'intensità di rendimento sempre alta che, assieme al suo atletismo ed equilibrio, gli permette di vincere molti contrasti, specialmente quelli spalla-spalla, e di essere lucido nelle scelte.
Giocatore di personalità e leadership, è in grado di giocare sia in un centrocampo a tre (come mezzala o regista) sia in un centrocampo a due come mediano (ruolo eseguito soprattutto nel 4-2-3-1 di Stefano Pioli); infatti, grazie alla sua duttilità, riesce a giocare in ogni ruolo a centrocampo senza grandi cali di rendimento.
È stato spesso paragonato ad Andrea Pirlo e a Demetrio Albertini, anche se ha dichiarato di ispirarsi maggiormente a Gennaro Gattuso per le doti temperamentali.
Nell'estate del 2019 è stato indicato dalla UEFA come uno dei 50 giovani più promettenti per la stagione 2019-2020.

## Carriera

### Club

#### Esordi e Brescia
Tonali inizia a giocare a calcio all'età di sei anni nella Lombardia 1, scuola calcio affiliata al Milan con cui disputa la categoria Pulcini nel 2008-2009. L'anno successivo passa al Piacenza, dove resta per tre stagioni, prima di trasferirsi, all'età di 12 anni, al Brescia.
Dopo aver compiuto la trafila delle squadre giovanili del club lombardo, debutta in prima squadra il 26 agosto 2017, all'età di 17 anni, subentrando a Matteo Cortesi al 70' dell'incontro di Serie B perso per 2-1 contro l'Avellino. Dopo un periodo passato nuovamente con la Primavera, nel gennaio 2018 inizia ad essere impiegato con maggior frequenza dalla prima squadra, fino ad entrare in pianta stabile fra i titolari. Il 28 aprile seguente trova la prima rete in carriera siglando il gol del momentaneo 1-1 nell'incontro perso per 4-2 in trasferta contro la Salernitana. Termina la prima stagione fra i professionisti con 19 presenze e 2 gol, e viene premiato al Gran Galà del calcio AIC come miglior giovane della Serie B 2017-2018.
Nella sua seconda stagione con il Brescia viene schierato subito titolare dall'allenatore Eugenio Corini, subentrato nel settembre 2018, e contribuisce da protagonista alla vittoria del campionato e alla conseguente promozione in Serie A, con 34 presenze e 3 gol. Per il secondo anno consecutivo viene premiato come miglior giovane della Serie B.
Esordisce in Serie A il 25 agosto 2019, all'età di 19 anni, nella partita vinta per 1-0 in trasferta contro il Cagliari alla 1ª giornata di campionato. Il 26 ottobre successivo realizza, su calcio di punizione, la sua prima rete in Serie A, nella partita persa 3-1 in trasferta contro il Genoa. In questa stagione, difficile per il Brescia, che retrocede in Serie B con tre giornate di anticipo, ottiene 35 presenze e conferma il suo potenziale arrivando anche in nazionale maggiore.
Termina la sua esperienza a Brescia con 89 presenze, 6 reti e 16 assist.

#### Milan

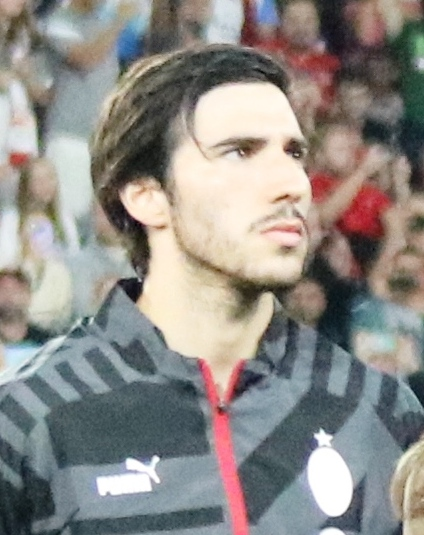
Tonali al Milan nel 2022

Il 9 settembre 2020 passa al Milan,, squadra tifata dal calciatore sin dall'infanzia, in prestito oneroso con diritto di riscatto. Esordisce con il Milan e nelle coppe europee il 17 settembre, a 20 anni, entrando al posto di Ismaël Bennacer nella partita valida per il secondo turno preliminare di Europa League vinta 2-0 contro lo Shamrock Rovers a Dublino. In campionato esordisce con i rossoneri il 21 settembre, subentrando nel finale della sfida della prima giornata vinta per 2-0 contro il Bologna. Utilizzato spesso in Europa League e con discreta continuità in campionato, termina la stagione con 37 presenze complessive, ma il suo rendimento è al di sotto delle aspettative.
L'8 luglio 2021, dopo una rinegoziazione dei termini dell'accordo con il Brescia, viene riscattato dal Milan. Molto importante è stata la scelta dello stesso Tonali, che per favorire la riuscita della trattativa si è reso disponibile a ridurre il suo stipendio, divenendo così un beniamino della tifoseria rossonera scottata dagli addii a zero di Gianluigi Donnarumma, accasatosi al Paris Saint-Germain, e Hakan Çalhanoğlu, accasatosi ai cugini dell'Inter. In questa stagione Stefano Pioli gli concede da subito maggiore spazio, anche a causa di una partenza a rilento di Franck Kessié, tanto che alla 2ª giornata di campionato, il 29 agosto, segna su punizione il suo primo gol con la maglia del Milan, nella gara vinta 4-1 contro il Cagliari a San Siro. Il 15 settembre esordisce in Champions League, ad Anfield, nella gara della fase a gironi persa 3-2 in casa del Liverpool. Il 3 ottobre invece segna il suo primo gol su azione in Serie A nella vittoria per 3-2 in casa dell'Atalanta. Il 24 aprile 2022 segna nel finale il gol del definitivo 2-1 contro la Lazio mentre, l'8 maggio successivo, realizza la sua prima doppietta in Serie A dando il via alla rimonta sul campo del Verona, battuta per 3-1. Il 22 maggio, dopo una stagione vissuta da titolare con 36 presenze e 5 gol in campionato, vince lo scudetto con il Milan, il suo primo titolo con i rossoneri.
Nella stagione successiva si conferma titolare della mediana al fianco di Ismaël Bennacer. Il 16 ottobre 2022 realizza il suo primo gol stagionale, sul campo del Verona, siglando la rete del definitivo 2-1 in favore del Milan. Mette a segno la sua seconda rete in campionato ed ultima in maglia rossonera il 4 gennaio 2023 nella vittoria per 2-1 sul campo della Salernitana. Il 18 gennaio disputa la finale di Supercoppa italiana persa 3-0 contro l'Inter a Riad.

#### Newcastle Utd
Il 3 luglio 2023 viene reso ufficiale il suo passaggio a titolo definitivo al Newcastle Utd, club della Premier League, con cui firma un contratto quinquennale. Il trasferimento, che è costato al club inglese una cifra stimata in circa 64 milioni di euro, ha reso Tonali il giocatore italiano più costoso di sempre, superando così il precedente record stabilito da Jorginho nel 2018.
Il 12 agosto 2023 segna all'esordio con la maglia dei Magpies, sbloccando il risultato della partita casalinga vinta per 5-1 contro l'Aston Villa e valida per la prima giornata di Premier League. La prima stagione inglese di Tonali s'interrompe il 14 ottobre 2023, quando viene coinvolto in un giro di scommesse sportive illecite su partite di calcio (proibite ai calciatori professionisti), su cui indagava la Procura di Torino. Autodenunciatosi presso la Procura federale della FIGC, nelle settimane successive si dimostra collaborativo nelle indagini, evitando il deferimento e ottenendo un accordo con la Procura Federale. Il 26 ottobre viene infine squalificato per un totale di 18 mesi, di cui dieci di assenza forzata dai campi e altri otto da scontare in prescrizioni alternative, fra cui un percorso riabilitativo obbligatorio contro la ludopatia; inoltre, riceve una multa di 20mila euro. Dopo essersi autodenunciato anche alla FA nello stesso mese, nel marzo 2024 Tonali viene deferito dal sudetto organismo per condotta illecita, essendo sospettato di aver fatto almeno 50 scommesse su incontri calcistici fra il 12 agosto e il 12 ottobre 2023, in violazione delle norme in vigore per gli atleti professionisti. Quindi, il 2 maggio seguente, riceve una squalifica di due mesi, soggetta però a sospensione dell'applicazione in assenza di ulteriori violazioni, e una multa di 20 mila sterline.
Il 28 agosto 2024 la squalifica di Tonali si è conclusa, rendendolo di nuovo disponibile per incontri ufficiali. Il centrocampista è quindi tornato in campo il giorno stesso, disputando da titolare l'incontro di Carabao Cup contro il Nottingham Forest, poi vinto per 4-3 ai tiri di rigore. Il 25 gennaio 2025 torna a segnare in Premier League, nella vittoriosa trasferta dei Magpies sul campo del Southampton, in cui ha il merito di fissare il punteggio sul definitivo 3-1. Il 16 marzo seguente disputa da titolare la finale di League Cup, vinta dal Newcastle per 2-1 contro il Liverpool a Wembley.

### Nazionale

#### Nazionali giovanili
Con la nazionale Under-19 nel 2018 prende parte all'Europeo di categoria, arrivando alla finale persa per 4-3 ai supplementari contro il Portogallo.
Il 31 agosto 2018 riceve la prima chiamata in nazionale Under-21 dal CT Luigi Di Biagio, per le due amichevoli in programma il 6 e l'11 settembre successivi contro Slovacchia e Albania; deve tuttavia rinunciare alla convocazione a causa di un infortunio. Esordisce con l'Under-21 il 21 marzo 2019, subentrando a Manuel Locatelli nella gara amichevole disputata contro l'Austria (0-0) a Trieste. Viene convocato di seguito per l'Europeo Under-21 svolto in Italia, dove viene impiegato in due occasioni entrando dalla panchina.
Nel marzo del 2021 viene inserito dal CT Paolo Nicolato nella lista dei 23 convocati per la fase a gruppi dell'Europeo Under-21. Nella prima partita del girone, contro la Rep. Ceca, gioca titolare ma viene espulso nel secondo tempo dopo aver calpestato un avversario a terra.
Nel successivo mese di settembre diventa il capitano del nuovo ciclo dell'Under-21. Nel giugno del 2023, viene richiamato in Under-21 per disputare l'Europeo Under-21 organizzato in Georgia e Romania, dove gli Azzurrini vengono eliminati nella fase a gironi.

#### Nazionale maggiore

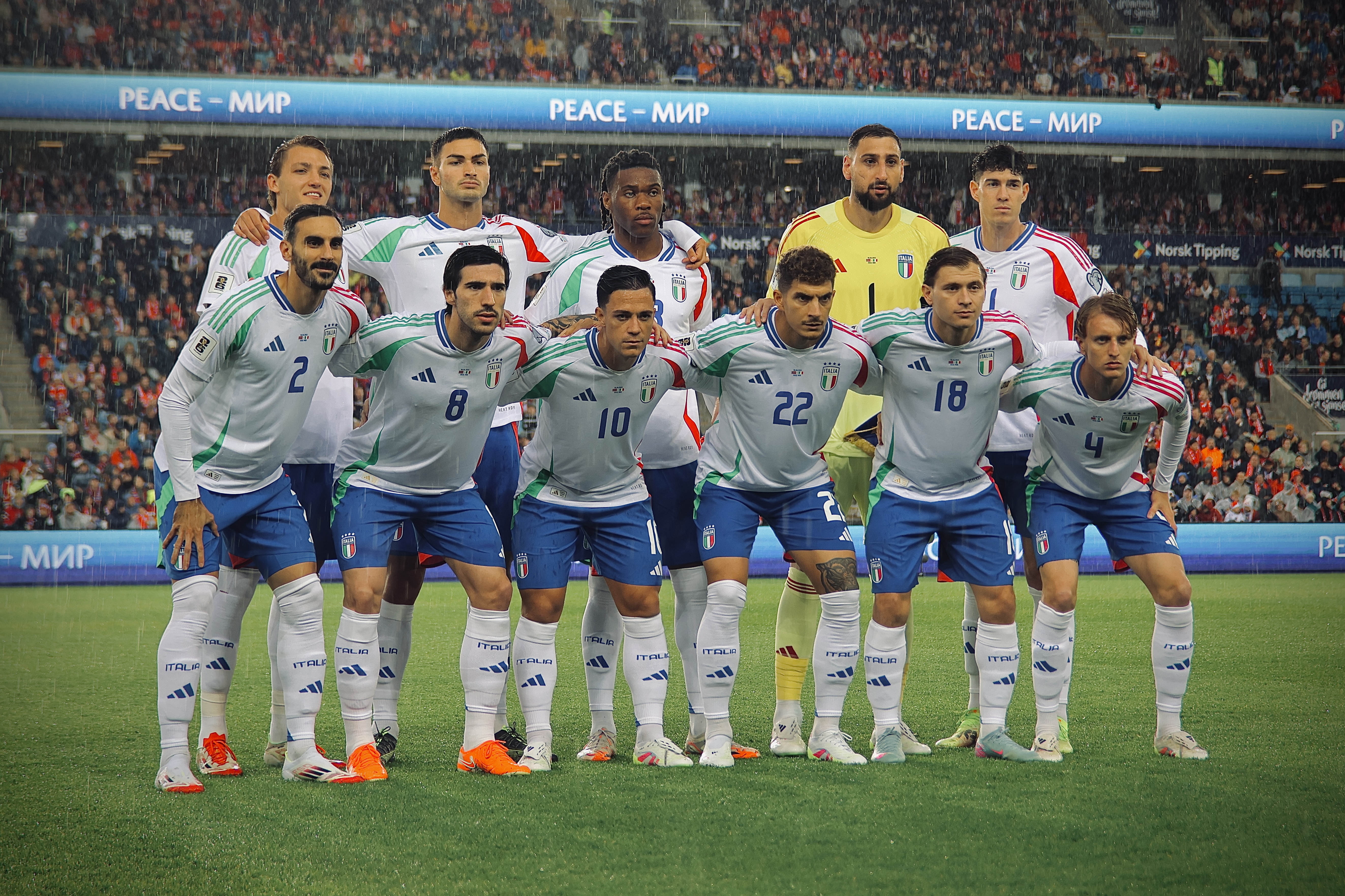
Tonali (accosciato, secondo da sinistra) in una formazione azzurra del 2025

Il 9 novembre 2018 viene convocato per la prima volta in nazionale dal CT Roberto Mancini, in occasione della gara amichevole contro gli Stati Uniti, nella quale tuttavia non scende in campo. Esordisce in nazionale il 15 ottobre 2019, all'età di 19 anni e 5 mesi, subentrando a Bernardeschi nel secondo tempo della partita di qualificazione a Euro 2020 vinta per 5-0 in trasferta contro il Liechtenstein a Vaduz. Il successivo 15 novembre viene impiegato per la prima volta come titolare, nella partita vinta per 3-0 in trasferta contro la Bosnia ed Erzegovina.
Ottiene due presenze nelle qualificazioni al mondiale 2022, e il 24 marzo 2022 scende in campo nel secondo tempo della partita di semifinale degli spareggi, persa 1-0 contro la Macedonia del Nord a Palermo, che sancisce l'eliminazione dell'Italia.
Il 6 settembre 2024, al rientro dalla squalifica, torna in nazionale dopo un anno, giocando titolare nell'incontro di UEFA Nations League vinto per 3-1 contro la Francia a Parigi, servendo anche un assist a Federico Dimarco. Divenuto stabilmente titolare sotto la gestione del CT Luciano Spalletti, il 14 novembre 2024 realizza il suo primo gol in maglia azzurra, decisivo per la vittoria per 1-0 in trasferta contro il Belgio in Nations League.

## Statistiche

### Presenze e reti nei club
Statistiche aggiornate al 2 aprile 2025.
| Stagione         | Squadra          | Campionato       | Campionato | Campionato | Coppe nazionali | Coppe nazionali | Coppe nazionali | Coppe continentali | Coppe continentali | Coppe continentali | Altre coppe | Altre coppe | Altre coppe | Totale | Totale | Totale |
| Stagione         | Squadra          | Comp             | Pres       | Reti       | Comp            | Pres            | Reti            | Comp               | Pres               | Reti               | Comp        | Pres        | Reti        | Pres   | Reti   |        |
| ---------------- | ---------------- | ---------------- | ---------- | ---------- | --------------- | --------------- | --------------- | ------------------ | ------------------ | ------------------ | ----------- | ----------- | ----------- | ------ | ------ | ------ |
| 2017-2018        | Brescia          | B                | 19         | 2          | CI              | 0               | 0               | -                  | -                  | -                  | -           | -           | -           | 19     | 2      |        |
| 2018-2019        | Brescia          | B                | 34         | 3          | CI              | 0               | 0               | -                  | -                  | -                  | -           | -           | -           | 34     | 3      |        |
| 2019-2020        | Brescia          | A                | 35         | 1          | CI              | 1               | 0               | -                  | -                  | -                  | -           | -           | -           | 36     | 1      |        |
| Totale Brescia   | Totale Brescia   | Totale Brescia   | 88         | 6          |                 | 1               | 0               |                    | -                  | -                  |             | -           | -           | 89     | 6      |        |
| 2020-2021        | Milan            | A                | 25         | 0          | CI              | 1               | 0               | UEL                | 11                 | 0                  | -           | -           | -           | 37     | 0      |        |
| 2021-2022        | Milan            | A                | 36         | 5          | CI              | 3               | 0               | UCL                | 6                  | 0                  | -           | -           | -           | 45     | 5      |        |
| 2022-2023        | Milan            | A                | 34         | 2          | CI              | 1               | 0               | UCL                | 12                 | 0                  | SI          | 1           | 0           | 48     | 2      |        |
| Totale Milan     | Totale Milan     | Totale Milan     | 95         | 7          |                 | 5               | 0               |                    | 29                 | 0                  |             | 1           | 0           | 130    | 7      |        |
| 2023-2024        | Newcastle Utd    | PL               | 8          | 1          | FACup+CdL       | 0+1             | 0               | UCL                | 3                  | 0                  | -           | -           | -           | 12     | 1      |        |
| 2024-2025        | Newcastle Utd    | PL               | 29         | 4          | FACup+CdL       | 3+6             | 0+2             | -                  | -                  | -                  | -           | -           | -           | 38     | 6      |        |
| Totale Newcastle | Totale Newcastle | Totale Newcastle | 37         | 5          |                 | 10              | 2               |                    | 3                  | 0                  |             | -           | -           | 50     | 7      |        |
| Totale carriera  | Totale carriera  | Totale carriera  | 220        | 18         |                 | 16              | 2               |                    | 32                 | 0                  |             | 1           | 0           | 269    | 20     |        |

### Cronologia presenze e reti in nazionale
| Cronologia completa delle presenze e delle reti in nazionale ― Italia | Cronologia completa delle presenze e delle reti in nazionale ― Italia | Cronologia completa delle presenze e delle reti in nazionale ― Italia | Cronologia completa delle presenze e delle reti in nazionale ― Italia | Cronologia completa delle presenze e delle reti in nazionale ― Italia | Cronologia completa delle presenze e delle reti in nazionale ― Italia | Cronologia completa delle presenze e delle reti in nazionale ― Italia | Cronologia completa delle presenze e delle reti in nazionale ― Italia |
| Data                                                                  | Città                                                                 | In casa                                                               | Risultato                                                             | Ospiti                                                                | Competizione                                                          | Reti                                                                  | Note                                                                  |
| --------------------------------------------------------------------- | --------------------------------------------------------------------- | --------------------------------------------------------------------- | --------------------------------------------------------------------- | --------------------------------------------------------------------- | --------------------------------------------------------------------- | --------------------------------------------------------------------- | --------------------------------------------------------------------- |
| 15-10-2019                                                            | Vaduz                                                                 | Liechtenstein                                                         | 0 – 5                                                                 | Italia                                                                | Qual. Euro 2020                                                       | -                                                                     | 74’ 84’                                                               |
| 15-11-2019                                                            | Zenica                                                                | Bosnia ed Erzegovina                                                  | 0 – 3                                                                 | Italia                                                                | Qual. Euro 2020                                                       | -                                                                     |                                                                       |
| 18-11-2019                                                            | Palermo                                                               | Italia                                                                | 9 – 1                                                                 | Armenia                                                               | Qual. Euro 2020                                                       | -                                                                     |                                                                       |
| 11-11-2020                                                            | Firenze                                                               | Italia                                                                | 4 – 0                                                                 | Estonia                                                               | Amichevole                                                            | -                                                                     | 46’                                                                   |
| 12-11-2021                                                            | Roma                                                                  | Italia                                                                | 1 – 1                                                                 | Svizzera                                                              | Qual. Mondiali 2022                                                   | -                                                                     | 58’                                                                   |
| 15-11-2021                                                            | Belfast                                                               | Irlanda del Nord                                                      | 0 – 0                                                                 | Italia                                                                | Qual. Mondiali 2022                                                   | -                                                                     | 9’ 46’                                                                |
| 24-3-2022                                                             | Palermo                                                               | Italia                                                                | 0 – 1                                                                 | Macedonia del Nord                                                    | Qual. Mondiali 2022                                                   | -                                                                     | 77’                                                                   |
| 29-3-2022                                                             | Konya                                                                 | Turchia                                                               | 2 – 3                                                                 | Italia                                                                | Amichevole                                                            | -                                                                     |                                                                       |
| 4-6-2022                                                              | Bologna                                                               | Italia                                                                | 1 – 1                                                                 | Germania                                                              | UEFA Nations League 2022-2023 - 1º turno                              | -                                                                     | 66’ 80’                                                               |
| 7-6-2022                                                              | Cesena                                                                | Italia                                                                | 2 – 1                                                                 | Ungheria                                                              | UEFA Nations League 2022-2023 - 1º turno                              | -                                                                     | 84’                                                                   |
| 11-6-2022                                                             | Wolverhampton                                                         | Inghilterra                                                           | 0 – 0                                                                 | Italia                                                                | UEFA Nations League 2022-2023 - 1º turno                              | -                                                                     | 90+3’                                                                 |
| 16-11-2022                                                            | Tirana                                                                | Albania                                                               | 1 – 3                                                                 | Italia                                                                | Amichevole                                                            | -                                                                     | 45+2’                                                                 |
| 23-3-2023                                                             | Napoli                                                                | Italia                                                                | 1 – 2                                                                 | Inghilterra                                                           | Qual. Euro 2024                                                       | -                                                                     | 69’                                                                   |
| 26-3-2023                                                             | Ta' Qali                                                              | Malta                                                                 | 0 – 2                                                                 | Italia                                                                | Qual. Euro 2024                                                       | -                                                                     | 67’                                                                   |
| 9-9-2023                                                              | Skopje                                                                | Macedonia del Nord                                                    | 1 – 1                                                                 | Italia                                                                | Qual. Euro 2024                                                       | -                                                                     | 75’ 89’                                                               |
| 6-9-2024                                                              | Parigi                                                                | Francia                                                               | 1 – 3                                                                 | Italia                                                                | UEFA Nations League 2024-2025 - 1º turno                              | -                                                                     |                                                                       |
| 9-9-2024                                                              | Budapest                                                              | Israele                                                               | 1 – 2                                                                 | Italia                                                                | UEFA Nations League 2024-2025 - 1º turno                              | -                                                                     |                                                                       |
| 10-10-2024                                                            | Roma                                                                  | Italia                                                                | 2 – 2                                                                 | Belgio                                                                | UEFA Nations League 2024-2025 - 1º turno                              | -                                                                     | 80’                                                                   |
| 14-10-2024                                                            | Udine                                                                 | Italia                                                                | 4 – 1                                                                 | Israele                                                               | UEFA Nations League 2024-2025 - 1º turno                              | -                                                                     |                                                                       |
| 14-11-2024                                                            | Bruxelles                                                             | Belgio                                                                | 0 – 1                                                                 | Italia                                                                | UEFA Nations League 2024-2025 - 1º turno                              | 1                                                                     |                                                                       |
| 17-11-2024                                                            | Milano                                                                | Italia                                                                | 1 – 3                                                                 | Francia                                                               | UEFA Nations League 2024-2025 - 1º turno                              | -                                                                     |                                                                       |
| 20-3-2025                                                             | Milano                                                                | Italia                                                                | 1 – 2                                                                 | Germania                                                              | UEFA Nations League 2024-2025 - Quarti di finale                      | 1                                                                     |                                                                       |
| 23-3-2025                                                             | Dortmund                                                              | Germania                                                              | 3 – 3                                                                 | Italia                                                                | UEFA Nations League 2024-2025 - Quarti di finale                      | -                                                                     | 68’                                                                   |
| 6-6-2025                                                              | Oslo                                                                  | Norvegia                                                              | 3 – 0                                                                 | Italia                                                                | Qual. Mondiali 2026                                                   | -                                                                     |                                                                       |
| 9-6-2025                                                              | Reggio Emilia                                                         | Italia                                                                | 2 – 0                                                                 | Moldavia                                                              | Qual. Mondiali 2026                                                   | -                                                                     |                                                                       |
| Totale                                                                |                                                                       | Presenze                                                              | 25                                                                    |                                                                       | Reti                                                                  | 2                                                                     |                                                                       |

| Cronologia completa delle presenze e delle reti in nazionale ― Italia under 21 | Cronologia completa delle presenze e delle reti in nazionale ― Italia under 21 | Cronologia completa delle presenze e delle reti in nazionale ― Italia under 21 | Cronologia completa delle presenze e delle reti in nazionale ― Italia under 21 | Cronologia completa delle presenze e delle reti in nazionale ― Italia under 21 | Cronologia completa delle presenze e delle reti in nazionale ― Italia under 21 | Cronologia completa delle presenze e delle reti in nazionale ― Italia under 21 | Cronologia completa delle presenze e delle reti in nazionale ― Italia under 21 |
| Data                                                                           | Città                                                                          | In casa                                                                        | Risultato                                                                      | Ospiti                                                                         | Competizione                                                                   | Reti                                                                           | Note                                                                           |
| ------------------------------------------------------------------------------ | ------------------------------------------------------------------------------ | ------------------------------------------------------------------------------ | ------------------------------------------------------------------------------ | ------------------------------------------------------------------------------ | ------------------------------------------------------------------------------ | ------------------------------------------------------------------------------ | ------------------------------------------------------------------------------ |
| 21-3-2019                                                                      | Trieste                                                                        | Italia under 21                                                                | 0 – 0                                                                          | Austria under 21                                                               | Amichevole                                                                     | -                                                                              | 82’                                                                            |
| 25-3-2019                                                                      | Frosinone                                                                      | Italia under 21                                                                | 2 – 2                                                                          | Croazia under 21                                                               | Amichevole                                                                     | -                                                                              |                                                                                |
| 19-6-2019                                                                      | Bologna                                                                        | Italia under 21                                                                | 0 – 1                                                                          | Polonia under 21                                                               | Europeo Under-21 2019 - 1º turno                                               | -                                                                              | 57’                                                                            |
| 22-6-2019                                                                      | Reggio Emilia                                                                  | Belgio under 21                                                                | 1 – 3                                                                          | Italia under 21                                                                | Europeo Under-21 2019 - 1º turno                                               | -                                                                              | 72’                                                                            |
| 10-10-2019                                                                     | Dublino                                                                        | Irlanda under 21                                                               | 0 – 0                                                                          | Italia under 21                                                                | Qual. Europeo Under-21 2021                                                    | -                                                                              | 43’                                                                            |
| 13-10-2020                                                                     | Pisa                                                                           | Italia under 21                                                                | 2 – 0                                                                          | Irlanda under 21                                                               | Qual. Europeo Under-21 2021                                                    | -                                                                              |                                                                                |
| 24-3-2021                                                                      | Celje                                                                          | Rep. Ceca under 21                                                             | 1 – 1                                                                          | Italia under 21                                                                | Europeo Under-21 2021 - 1º turno                                               | -                                                                              | 84’                                                                            |
| 3-9-2021                                                                       | Empoli                                                                         | Italia under 21                                                                | 3 – 0                                                                          | Lussemburgo under 21                                                           | Qual. Europeo Under-21 2023                                                    | -                                                                              | cap.                                                                           |
| 7-9-2021                                                                       | Vicenza                                                                        | Italia under 21                                                                | 1 – 0                                                                          | Montenegro under 21                                                            | Qual. Europeo Under-21 2023                                                    | -                                                                              | cap.                                                                           |
| 8-10-2021                                                                      | Zenica                                                                         | Bosnia ed Erzegovina under 21                                                  | 1 – 2                                                                          | Italia under 21                                                                | Qual. Europeo Under-21 2023                                                    | -                                                                              | cap.                                                                           |
| 12-10-2021                                                                     | Monza                                                                          | Italia under 21                                                                | 1 – 1                                                                          | Svezia under 21                                                                | Qual. Europeo Under-21 2023                                                    | -                                                                              | cap. 63’                                                                       |
| 22-6-2023                                                                      | Cluj-Napoca                                                                    | Francia under 21                                                               | 2 – 1                                                                          | Italia under 21                                                                | Europeo Under-21 2023 - 1º turno                                               | -                                                                              | cap.                                                                           |
| 25-6-2023                                                                      | Cluj-Napoca                                                                    | Svizzera under 21                                                              | 2 – 3                                                                          | Italia under 21                                                                | Europeo Under-21 2023 - 1º turno                                               | -                                                                              | cap.                                                                           |
| 28-6-2023                                                                      | Cluj-Napoca                                                                    | Italia under 21                                                                | 0 – 1                                                                          | Norvegia under 21                                                              | Europeo Under-21 2023 - 1º turno                                               | -                                                                              | cap.                                                                           |
| Totale                                                                         |                                                                                | Presenze                                                                       | 14                                                                             |                                                                                | Reti                                                                           | 0                                                                              |                                                                                |

| Cronologia completa delle presenze e delle reti in nazionale ― Italia under 19 | Cronologia completa delle presenze e delle reti in nazionale ― Italia under 19 | Cronologia completa delle presenze e delle reti in nazionale ― Italia under 19 | Cronologia completa delle presenze e delle reti in nazionale ― Italia under 19 | Cronologia completa delle presenze e delle reti in nazionale ― Italia under 19 | Cronologia completa delle presenze e delle reti in nazionale ― Italia under 19 | Cronologia completa delle presenze e delle reti in nazionale ― Italia under 19 | Cronologia completa delle presenze e delle reti in nazionale ― Italia under 19 |
| Data                                                                           | Città                                                                          | In casa                                                                        | Risultato                                                                      | Ospiti                                                                         | Competizione                                                                   | Reti                                                                           | Note                                                                           |
| ------------------------------------------------------------------------------ | ------------------------------------------------------------------------------ | ------------------------------------------------------------------------------ | ------------------------------------------------------------------------------ | ------------------------------------------------------------------------------ | ------------------------------------------------------------------------------ | ------------------------------------------------------------------------------ | ------------------------------------------------------------------------------ |
| 21-2-2018                                                                      | Alès                                                                           | Francia under 19                                                               | 2 – 1                                                                          | Italia under 19                                                                | Amichevole                                                                     | -                                                                              | 58’                                                                            |
| 21-3-2018                                                                      | Lignano Sabbiadoro                                                             | Grecia under 19                                                                | 0 – 2                                                                          | Italia under 19                                                                | Qual. Europeo Under-19 2018                                                    | -                                                                              | 73’                                                                            |
| 24-3-2018                                                                      | Lignano Sabbiadoro                                                             | Italia under 19                                                                | 4 – 3                                                                          | Polonia under 19                                                               | Qual. Europeo Under-19 2018                                                    | -                                                                              | 74’                                                                            |
| 27-3-2018                                                                      | Udine                                                                          | Italia under 19                                                                | 1 – 1                                                                          | Rep. Ceca under 19                                                             | Qual. Europeo Under-19 2018                                                    | -                                                                              |                                                                                |
| 16-7-2018                                                                      | Vaasa                                                                          | Finlandia under 19                                                             | 0 – 1                                                                          | Italia under 19                                                                | Europeo Under-19 2018 - 1º turno                                               | -                                                                              |                                                                                |
| 19-7-2018                                                                      | Vaasa                                                                          | Portogallo under 19                                                            | 2 – 3                                                                          | Italia under 19                                                                | Europeo Under-19 2018 - 1º turno                                               | -                                                                              | 87’                                                                            |
| 22-7-2018                                                                      | Seinäjoki                                                                      | Italia under 19                                                                | 1 – 1                                                                          | Norvegia under 19                                                              | Europeo Under-19 2018 - 1º turno                                               | -                                                                              | 87’                                                                            |
| 26-7-2018                                                                      | Vaasa                                                                          | Italia under 19                                                                | 2 – 0                                                                          | Francia under 19                                                               | Europeo Under-19 2018 - Semifinale                                             | -                                                                              | 32’                                                                            |
| 29-7-2018                                                                      | Seinäjoki                                                                      | Italia under 19                                                                | 3 – 4 dts                                                                      | Portogallo under 19                                                            | Europeo Under-19 2018 - Finale                                                 | -                                                                              | 90+2’                                                                          |
| 10-10-2018                                                                     | Rakvere                                                                        | Italia under 19                                                                | 3 – 0                                                                          | Estonia under 19                                                               | Qual. Europeo Under-19 2019                                                    | -                                                                              | 60’ 69’                                                                        |
| 13-10-2018                                                                     | Tallinn                                                                        | Italia under 19                                                                | 3 – 0                                                                          | Finlandia under 19                                                             | Qual. Europeo Under-19 2019                                                    | -                                                                              | 74’                                                                            |
| Totale                                                                         |                                                                                | Presenze                                                                       | 11                                                                             |                                                                                | Reti                                                                           | 0                                                                              |                                                                                |

## Palmarès

### Club
- Campionato italiano di Serie B: 1

Brescia: 2018-2019
- Campionato italiano: 1

Milan: 2021-2022
- Coppa di Lega inglese: 1

Newcastle United: 2024-2025

### Individuale
- Gran Galà del calcio AIC: 2

Miglior giovane della Serie B: 2018, 2019
- Golden Boy: 1

Miglior italiano Under-21: 2020
- Premio Bulgarelli Number 8: 1

2022